# Christine Bulliard-Marbach

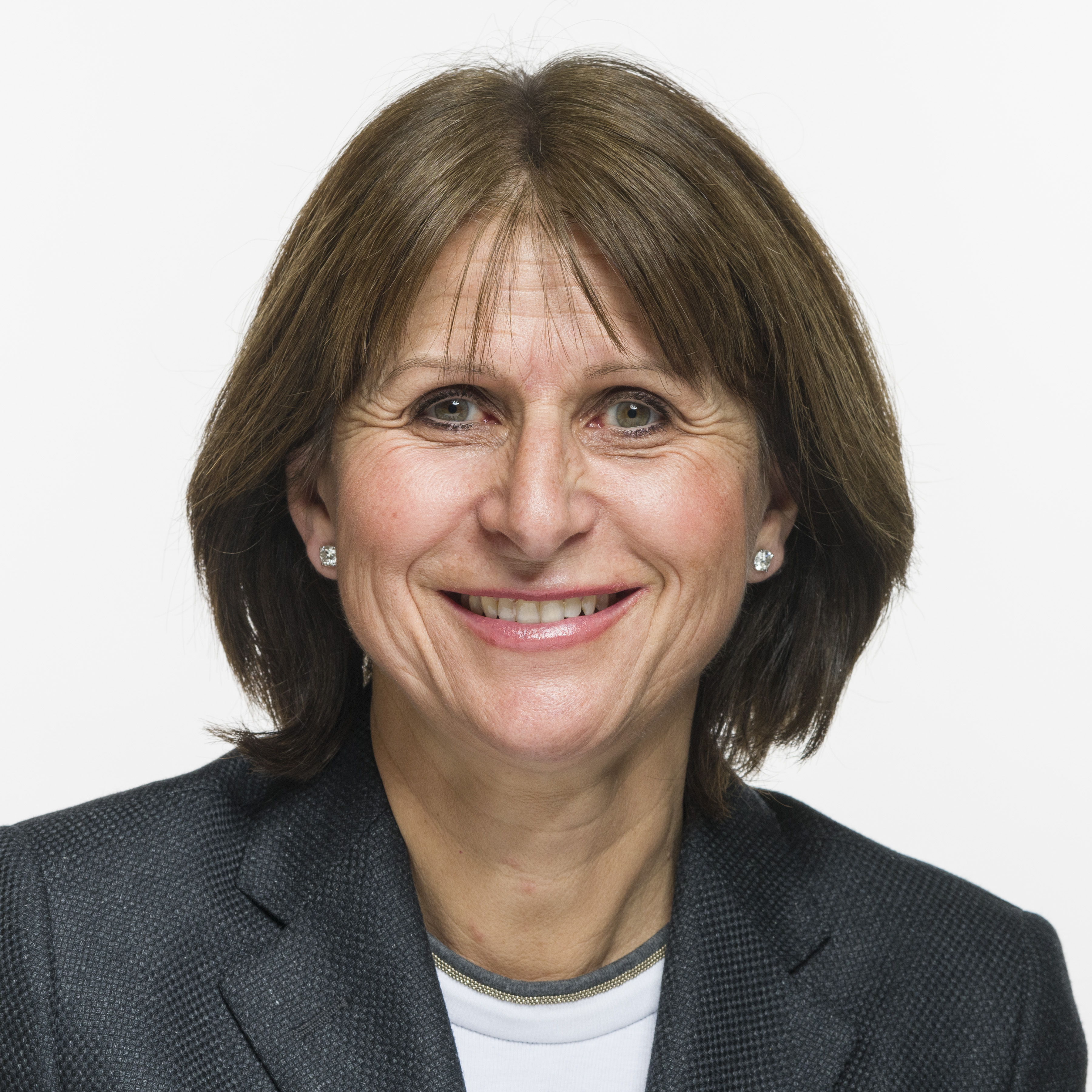
Christine Bulliard-Marbach (2019)

Christine Bulliard-Marbach (* 13. Oktober 1959 in Bern; heimatberechtigt in Gibloux) ist eine Schweizer Politikerin (Die Mitte, vormals CVP).

## Biografie
Christine Bulliard-Marbach wurde 1996 in den Gemeinderat (Exekutive) von Ueberstorf gewählt und war von 2006 bis 2016 Gemeindepräsidentin. Von 2001 bis 2011 gehörte sie dem Grossen Rat des Kantons Freiburg an. Bei den Schweizer Parlamentswahlen 2011 wurde sie in den Nationalrat gewählt. Sie gehört der Kommission für Umwelt, Raumplanung und Energie und der Aussenpolitischen Kommission sowie der Delegation bei der parlamentarischen Versammlung der Frankophonie an.
Bulliard-Marbach ist ausgebildete Primarlehrerin und leitet einen Landwirtschaftsbetrieb. Sie ist verheiratet, hat drei Kinder und lebt in Ueberstorf.